# Конух, Софья Евгеньевна
Со́фья Евге́ньевна Ко́нух (род. 9 марта 1980, Челябинск, СССР) — российская ватерполистка, трёхкратная чемпионка Европы, призёр чемпионатов мира и Олимпийских игр, многократная чемпионка России, заслуженный мастер спорта России.
Капитан женской сборной России по водному поло. В сборной России с 1997 года. Конух была в составе сборной России на всех 7 чемпионатах Европы с 1997 года, когда россиянки 7 раз подряд поднимались на пьедестал почёта — 3 золота, 1 серебро и 3 бронзы. На Олимпийских играх (2000, 2004 и 2008) провела 16 матчей, в которых забросила 27 мячей, в т. ч. 2 мяча в матче за третье место на Олимпийских играх 2000 года (россиянки обыграли сборную Нидерландов со счётом 4:3).

## Награды и звания
- Заслуженный мастер спорта России
- Медаль ордена «За заслуги перед Отечеством» II степени (2001)